# Leôncio Escolástico
Leôncio Escolástico (Leôncio Bizantino ou Leôncio Hierosolimitano; c. 485-543) foi um monge e teólogo nascido e falecido em Constantinopla que atuou no século VI no contexto das controvérsias cristológicas através de suas categorias aristotélicas lógicas e sua psicologia neoplatônica. Seu trabalho influenciou o desenvolvimento intelectual da teologia cristã da cultura medieval.

## História
Leôncio tornou-se monge jovem e participou ativamente das disputas teológicas de sua época. Nasceu em Constantinopla cerca de 485 de uma família aparentada com o Vitaliano. Juntou-se aos nestorianos mas converteu-se e se tornou um poderoso defensor do credo do Éfeso (antinestoriano). Em meio as controvérsias cristológicas de seu período, Leôncio publicou o livro Libri tres contra Nestorianos et Eutychianos no qual expressa sua repudiação aos ensinamentos do nestorianismo e eutiquianismo, assim como a seus seguidores. Sua publicação desenvolveu um conceito que desempenhou um papel crucial para a mediação ocorrida no Segundo Concílio de Constantinopla (553). Devido a seu envolvimento com os ensinamentos de Orígenes, Leôncio foi constantemente julgado negativamente em Constantinopla.
Em 519 partiu para Roma como parte de uma embaixada de monges citas para tentar persuadir o papa Hormisda (514-523) a autorizar a fórmula, possivelmente monofisista, "Um da Trindade sofreu" Mudou-se para um mosteiro nas cercanias de Jerusalém em 520, tendo em 531 partido para Constantinopla onde participou de uma reunião conciliar sobre questões cristológicas elaborada pelo imperador Justiniano I (517-565) entre católicos e monofisistas seguidores de Severo de Antioquia (538). Permaneceu na capital até 538 quando retornou para seu mosteiro. Em 542 participou de um julgamento acerca de uma disputa sobre teologia monástica. Faleceu aparentemente antes da publicação do primeiro édito contra os "Três Capítulos" (544).

## Identidade e obras
Constantemente confunde-se a autoria de muitas obras devido a similaridade do nome de muitos autores. A mudança constante de residência é provavelmente o motivo pela qual ele é referido como "um monge de Jerusalém" e "um monge de Constantinopla" o que explicaria a controvérsia quanto as obras. Esta teoria, explicada e defendida por Loofs, supõe que a identificação deste Leôncio com o "Venerável monge Leôncio e legado dos Pais (monges) da cidade santa (Jerusalém)", que tomou parte na controvérsia de Justiniano com o monge cita de mesmo nome que veio à Roma em 519 e também com o Leôncio de Bizâncio, sobre quem Cirilo de Citópolis escreveu em sua Vita Sancti Sabae. Rügamer considera a identificação de Leôncio como cita duvidosa, assim como sua ligação com os ensinamentos origenistas uma vez que Leôncio foi muito honrado na tradição bizantina onde aparece como "abençoado", "todo-poderoso" e "grande monge".
Com exceção da obra Libri tres contra Nestorianos et Eutychianos, todas as demais obras atribuídas a ele são motivo de disputa. Entre as obras disputadas estão: Contra Nestorianos, Contra Monophysitas (contra o monofisismo), Contra Severum (contra o Patriarca de Antioquia Severo), Scholia (ou De Sectis), Contra Apollinarists, Discussions sacrarum rerum, etc.